# PBS Eons
PBS Digital Studios, este un canal și o rețea YouTube prin care PBS distribuie conținut video educațional original. Acesta cuprinde atât serii originale, cât și parteneriate cu canalele YouTube existente. Majoritatea serialelor sunt despre știință, cultură pop, art, food, news, și music, deși canalul a fost lansat inițial cu o serie de remixuri video bazate pe pictograme PBS, cum ar fi Mr. Rogers.

## Istorie
PBS Digital Studios a fost fondată de Jason Seiken în iunie 2012. Ei au avut primul lor hit viral cu un "remix" de autotuned voce de la Mr. Rogers' Neighborhood intitulat "Garden of Your Mind'.
Rețeaua PBS Digital Studios a primit peste 500 de milioane de vizualizări și are peste 7 milioane de abonați. Serialele populare găsite pe canalele lor includ Crash Course, Blank on Blank, It's Okay To Be Smart și multiplele Webby Award-câștigătoare PBS Idea Channel. În fiecare lună, spectacolele au o medie de peste 5 milioane de fluxuri.
Prima sa serie scriptică, Frankenstein, MD, lansată pe 19 august 2014 și a durat până pe 31 octombrie 2014.
În 2015, PBS Digital Studios a încheiat un parteneriat cu seria Frații Verzi'  Crash Course, comandând trei cursuri de astronomie, guvernul SUA și filozofie. În 2015, PBS Digital Studios a încheiat un parteneriat cu seria Frații Verzi'  Crash Course, comandând trei cursuri de astronomie, guvernul SUA și filozofie.
Pe lângă seria de punere în funcțiune, PBS Digital Studios a încheiat un parteneriat cu canalele YouTube existente. Ei au încheiat un parteneriat cu BrainCraft în iunie 2014 și  Physics Girl în august 2015.
În 2017, rețeaua a anulat o mulțime de emisiuni, inclusiv canale populare precum PBS Game/Show & the PBS Idea Channel.